# Eti-Osa
xxx de Gobierno Local en el Estado de Lagos, Nigeria. Dentro de Eti-Osa se encuentran varias zonas importantes de Lagos, como la Isla Victoria, Ikoyi y Lekki. Antes de que la capital de Nigeria se trasladase a Abuya, Eti-Osa fue la sede de la capital del país, Lagos.

## Demografía
En el censo del 2006 Eti-Osa tenía 287.785 habitantes. La población de Eti-Osa pertenece predominantemente a las tribus awori, yoruba, nupe y gambari.

## Comercio e Industria
Hay poca industria en Eti-Osa. La mayoría de los residentes trabajan en la pesca, la agricultura y el comercio. Sin embargo, debido a que Lagos, la antigua capital nacional, estaba en Eti-Osa, aquí tienen su sede muchas de las grandes empresas nacionales e internacionales de Nigeria.